# Raonići
Raonići (cyr. Раонићи) – wieś w Bośni i Hercegowinie, w Republice Serbskiej, w gminie Višegrad. W 2013 roku liczyła 11 mieszkańców.